# 게미나 제13군단

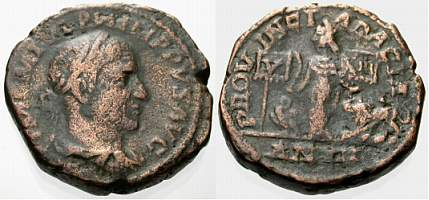
필리푸스 아라브스가 248년에 다키아 속주 및 다키아 지역의 군단들인 마케도니카 제5군단, 게미나 제13군단을 기념하여 주조한 세스테르티우스. 주화 반대면에 각각 5군단과 13군단의 상징인 독수리와 사자를 참조.

게미나 제13군단(라틴어: Legio XIII Gemina, 쌍둥이 제13군단)은 제정 시기 로마군의 군단 중 하나이다. 갈리아 및 내전 시기에서 율리우스 카이사르의 핵심 부대 중 하나였고, 그와 함께 기원전 49년 1월 10일에 그 유명한 루비콘강을 건넌 군단이었다. 서기 5세기까지는 존재했던 것으로 보인다. 군단의 상징은 사자였다.

## 역사

### 공화정 말기
제13군단은 율리우스 카이사르의 갈리아인들 간의 내부 분쟁에 대한 초기 개입 중 하나인, 벨가이족들과의 충돌하기 앞서, 카이사르가 기원전 57년에 창설하였다. 갈리아 전쟁 (기원전 58–51년) 기간, 13군단은 사비스 전투, 게르고비아 공방전에 있었고, 사료에는 특별히 언급되지는 않았지만, 13군단이 알레시아 전투에도 있었을 것으로 가정하는 것이 타당하다.
갈리아 전쟁 종료 후, 원로원은 카이사르의 두 번째 집정관 수행을 거부했고, 그의 모든 지휘권을 포기하고, 기소를 위해 로마로 복귀할 것을 명령했다. 정치적 인생의 종료나 내전 중 하나를 택해야 했던, 카이사르는 제13군단을 데리고 루비콘강을 건너 이탈리아로 향했다. 13군단은 폼페이우스가 이끄는 원로원의 보수적인 옵티마테스 세력과 카이사르 간의 이어진 내전 기간에 카이사르에 대한 충성심을 유지했다. 13군단은 디라키움 (기원전 48년), 파르살루스 (기원전 48년)에서 교전하며, 내전 내내 활동하였다. 파르살루스에서 폼페이우스에게 결정적인 승리를 거둔 후, 군단은 해체되었고, 소속 군단병들은 전통적인 토지 부여와 함께 전역하였다. 그러나, 탑수스 전투 (기원전 46년) 및 최후의 전투 문다 전투 (기원전 45년)를 위해 13군단이 재소집되었다. 문다 전투 이후, 카이사르는 군단을 해산하고, 고참병들을 퇴역시키며, 이들의 고향 이탈리아의 농지들을 부여했다.

### 제정 시기
아우구스투스는 시칠리아에서 섹스투스 폼페이우스 (폼페이우스의 아들)의 반란을 진압하기 위해 기원전 41년에 13군단을 다시 한번 재조직하였다.
제13군단은 마르쿠스 안토니우스와의 전쟁 및 악티움 해전 이후에 다른 군단들에서 고참 군단병들로 인원이 추가되며, 코그노멘 ‘게미나’ ("쌍둥이", 다른 군단들의 일부로 이뤄진 군단들에 대한 별칭)를 얻었다. 아우구스투스는 그 뒤에 13군단을 아드리아해에 있는 로마 속주 일리리쿰 부르눔 (Burnum, 오늘날 크닌)으로 보냈다.
기원전 16년, 판노니아의 에모나 (현재 류블랴나)로 보내져, 그곳에서 반란을 진압했다.
서기 9년의 토이토부르크 숲 전투 재앙 이후, 아우구스타 빈델리코룸 (아우구스부르크)에 지원 병력으로 보내졌고, 그 뒤에는 게르만 부족들로부터 추가 공격을 방지하기 위해 라이티아의 빈도니사로 보내졌다.
클라우디우스 황제는 13군단을 45년 무렵에 판노니아로 다시 보냈고 군단은 포이토비움 (오늘날 슬로베니아 프투이)에 군단 요새를 지었다.
네 명의 황제의 해 (69년)에, 게미나 13군단은 처음에는 오토를 지지했고, 그 뒤엔 비텔리우스에 맞서는 베스파시아누스를 지지하며, 두 번의 베드리아쿰 전투에 참전했다.

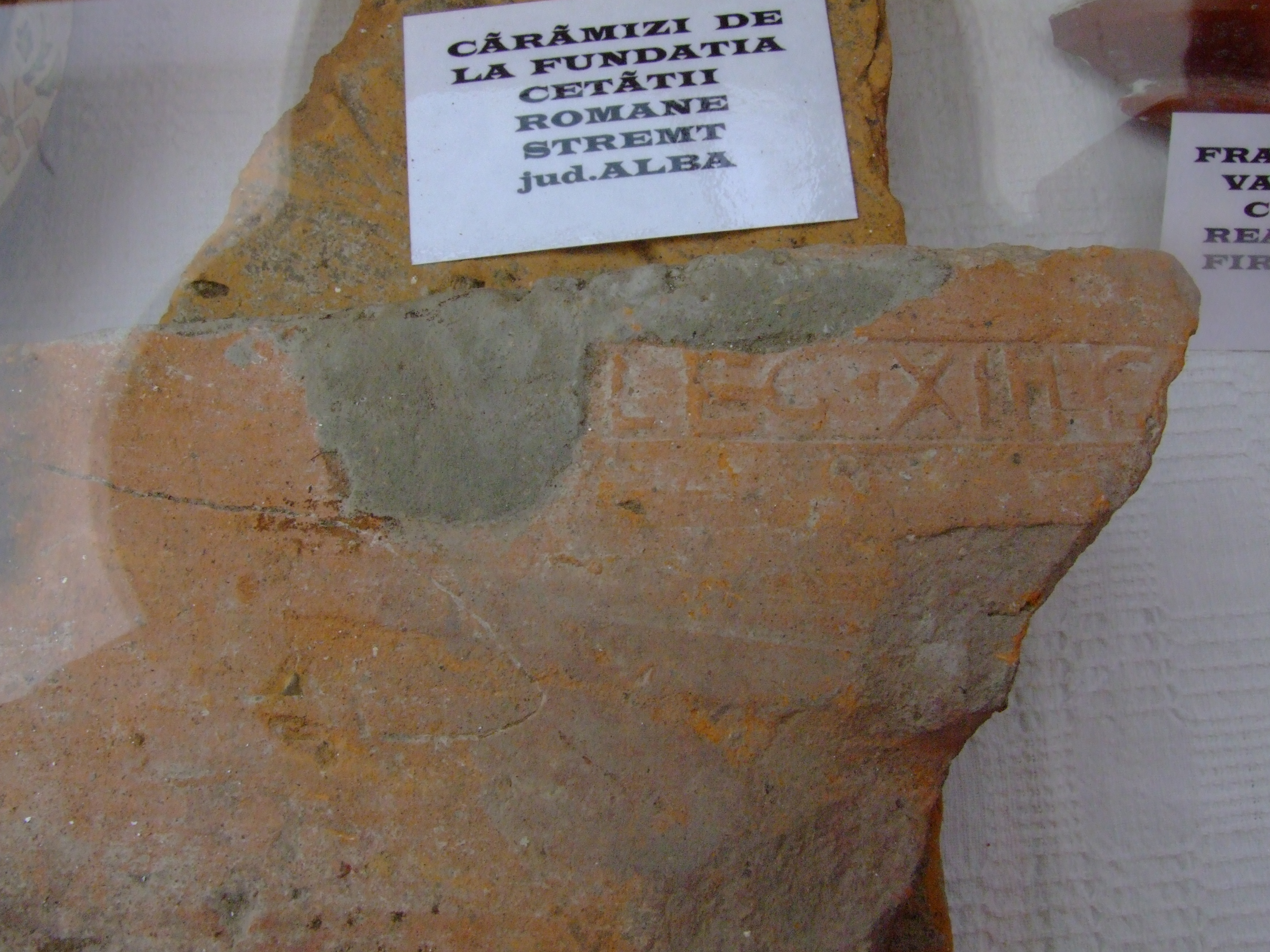
루마니아 알바이울리아에서 발견된 인감 표시된 벽돌

트라야누스 재위기, 13군단은 다키아 전쟁 (101–102년, 105–106년)에 두 번 모두 참전했고, 106년에 트라야누스는 다키아 속주를 지키도록 다키아 (오늘날 루마니아 알바이울리아 아풀룸)로 보내졌다.
게미나 제13군단의 벡실라티오들은 북부 이탈리아에서 갈리에누스 황제 휘하로 참전했다. 갈리에누스는 군단을 기념하고, 군단의 사자를 나타내는 ‘안토니니아누스라는 주화를 주조했다 (259–260년). 또다른 벡실라티오는 갈리아 제국의 황제 빅토리누스의 병력으로 있었다. 실제로 이 황제는 군단과 상징을 기념하는 금화를 주조했다.
271년에, 13군단은 다키아 속주가 폐지되며, 다키아 아우렐리아나로 재배치되었다.
5세기에, ‘노티티이 디그나툼’에 따르면, 게미카 제13군단 (legio tertiadecima gemina)은 하이집트와 중이집트 사이의 전통적 경계에 있는 나일강의 전략적 요충지인 이집트의 바빌론에서, 이짐트 국경 야전군 (Comes limitis Aegypti) 지휘하에 있었다고 한다.

## 확인된 인원
| 이름                                             | 계급              | 기간                              | 속주              | 병사 배치               | 고참병 배치                             | 출처                                      |
| ------------------------------------------------ | ----------------- | --------------------------------- | ----------------- | ----------------------- | --------------------------------------- | ----------------------------------------- |
| 아우렐리우스 루피누스                            | 베네피키아리우스  | 서기 2 – 3세기                    | 다키아            | 사뭄                    |                                         |                                           |
| M. 발레리우스 발린티누스                         | 베네피키아리우스  | 서기 2 – 3세기                    | 다키아            | 사뭄                    | -                                       | 《CIL》 III, 827                          |
| 발레리우스 비비우스 발레리아누스                 | 베네피키아리우스  | 서기 2 – 3세기                    | 다키아            | 사뭄                    | -                                       | 《CIL》 III, 823                          |
| 울피우스 바키우스                                | 켄투리오          | ?                                 | ?                 | ?                       | ?                                       | ?                                         |
| L. 발레리우스 루푸스                             | 데쿠리오          | 서기 222년 이후                   | ?                 | ?                       | 다키아 사르미제게투사 울피아 트라이아나 | 《CIL》 III, 1485                         |
| 베디우스 아퀼라                                  | 레가투스          | 69년                              |                   |                         |                                         | 타키투스, 역사, III.7                     |
| 아일리우스 비탈리스                              | 두플라리우스      | 서기 3세기                        | 다키아            | 아풀룸                  | 시리아 안티오키아 아드 타우룸?          |                                           |
| 아우렐리우스 발레리아누스                        | 두플라리우스      | 서기 3세기                        | 다키아            | 아풀룸                  | 시리아 안티오키아 아드 타우룸?          |                                           |
| 아울루스 율리우스 폼필리우스 피소                | 레가투스          | 173년경                           |                   |                         |                                         | 《CIL》 VIII, 2582 = ILS 1111             |
| 마르쿠스 발레리우스 막시미아누스                 | 레가투스          | 182년경                           |                   |                         |                                         | AE 1956, 124                              |
| 가이우스 카이렐리우스 사비누스                   | 레가투스          | 183년경 - 185년경                 |                   |                         |                                         | 《CIL》 III, 1092                         |
| 프로쿨루스                                       | 레가투스          | 185년과 191년 사이                |                   |                         |                                         |                                           |
| 티베리우스 마닐리우스 푸스쿠스                   | 레가투스          | 191-193년경                       |                   |                         |                                         | 《CIL》 III, 1172                         |
| 아울루스 테렌티우스 푸덴스 우테디아누스          | 레가투스          | 198년과 209년 사이                |                   |                         |                                         | 《CIL》 III, 993 = ILS 3923               |
| 퀸투스 마르키우스 빅토르 펠릭스 막시밀리아누스   | 레가투스          | 셉티미우스 세베루스 재위기        |                   |                         |                                         | 《CIL》 III, 1118                         |
| 루키우스 안니우스 이탈리쿠스 호노라투스          | 레가투스          | 카라칼라 집권기                   |                   |                         |                                         | 《CIL》 III, 1071, 《CIL》 III, 1072      |
| 루프리우스 술피키아누스                          | 레가투스          | 카라칼라 혹은 엘라가발루스 집권기 |                   |                         |                                         | 《CIL》 III, 1129 = ILS 3867              |
| 퀸투스 세르바이누스 푸스쿠스 코르넬리아누스      | 레가투스          | 225년경                           |                   |                         |                                         | 《CIL》 VIII, 22721 = ILS 8978 = ILTun 33 |
| 마르쿠스 발레리우스 롱기누스                     | 레가투스          | 알렉산데르 세베루스 재위기        |                   |                         |                                         | 《CIL》 III, 1019, 《CIL》 III, 1020      |
| 가이우스 루틸리우스 갈리쿠스                     | 트리부누스 밀리툼 | 52년경                            |                   |                         |                                         | AE 1920, 55                               |
| L. 마이키우스 L.f. 포스트무스                    | 트리부누스 밀리툼 | 72년경                            |                   |                         |                                         | AE 1934, 248                              |
| C. 카일리우스 C.f. 마르티알리스                  | 트리부누스 밀리툼 | 106년 이전                        |                   |                         |                                         | AE 1934, 2                                |
| 섹스투스 율리우스 세베루스                       | 트리부누스 밀리툼 | 110년 이전                        |                   |                         |                                         | 《CIL》 III, 2830 = ILS 1056              |
| 아울루스 유니우스 파스토르                       | 트리부누스 밀리툼 | 149년경                           |                   |                         |                                         | 《CIL》 VI, 1435                          |
| 아울루스 율리우스 폼필리우스 피소                | 트리부누스 밀리툼 | 165년경                           |                   |                         |                                         | 《CIL》 VIII, 2582 = ILS 1111             |
| 퀸투스 헤디우스 롤리아누스 플라우티우스 아비투스 | 트리부누스 밀리툼 | 192년경                           | 다키아            |                         |                                         | 《CIL》 V, 4347 = ILS 1149                |
| 푸블리우스 카티우스 사비누스                     | 트리부누스 밀리툼 | 206년 이전                        | 다키아            |                         |                                         | 《CIL》 III, 5727                         |
| C. 카시오 C. f. 볼ㅌ[ㅣ니아]                     | 트리부누스 밀리툼 | ?                                 | ?                 | ?                       | -                                       | ?                                         |
| 카이우스                                         | 스페쿨라토레스    | 서기 2 – 3세기                    | 다키아            | 아풀룸                  | -                                       | 《CIL》 III, 14479; IDR III/5, 426        |
| 코케이우스                                       | 스페쿨라토레스    | 서기 2 – 3세기                    | 다키아            | 아풀룸                  | -                                       | 《CIL》 III, 14479; IDR III/5, 426        |
| C. 율리우스 발레리우스                           | ?                 | 서기 222 – 235년                  | 다키아 ?          | ?                       | 다키아 사르미제게투사 울피아 트라이아나 | 《CIL》 III, 1933                         |
| 루키우스 다수미우스 프리스쿠스                   | ?                 | 서기 2세기                        | ?                 | ?                       | 다키아 사르미제게투사 울피아 트라이아나 | 《CIL》 III, 1476                         |
| 루키우스 푸리우스                                | ?                 | 서기 1세기                        | 갈리아 아퀴타니아 | 메디올라눔 산토눔       | 아우네돈나쿰                            |                                           |
| 루키우스 아우티우스                              | ?                 | 서기 1세기                        | 갈리아 아퀴타니아 | 메디올라눔 산토눔       | 아우네돈나쿰                            |                                           |
| 마르쿠스 아우렐리우스 티모니                     | ?                 | 서기 2 - 3세기                    | 다키아 ?          | 모리세나 ?              | 다키아 모리세나                         | IDR III/1, 274                            |
| M[arcus] Ulp[ius]                                | ?                 | 서기 2 – 3세기                    | 다키아            | ?                       | 아풀룸                                  | IDR III/5, 180                            |
| P. 아일리우스 발레리아누스                       | 스페쿨라토레스    | 서기 2 – 3세기                    | 다키아            | 아풀룸                  | -                                       | IDR III/5, 721                            |
| 푸블리우스 우르비누스                            | ?                 | ?                                 | 라이티아          | 아우구스타 빈델리코룸 ? | -                                       | 《CIL》 XIII, 6884                        |
| Q. 율리우스 세쿤디누스                           | ?                 | 서기 2세기                        | 다키아 ?          | ?                       | 다키아 사르미제게투사 울피아 트라이아나 | 《CIL》 III, 1971                         |
| 스타티우스 알렉산데르                            | 스페쿨라토레스    | 서기 2 – 3세기                    | 다키아            | 아풀룸                  | -                                       | Apulum 40, 2007, 176–177                  |
| 울피우스 프로쿨리누스                            | 스페쿨라토레스    | 고르디아누스 3세 집권기           | 다키아            | 아풀룸                  | -                                       | 《CIL》 III, 7794b; IDR III/5, 435        |

## 같이 보기
- 로마 군단
- 로마 군단 목록

## 참고 문헌

### 1차 사료
- “Notitia Dignitatum”. 2006년 11월 22일에 확인함.

### 2차 사료
- Lendering, Jona. “Legio XIII Gemina”. 2006년 10월 26일에 원본 문서에서 보존된 문서. 2006년 11월 18일에 확인함.
- Cowan, Ross (2003). 《Imperial Roman Legionary AD 161–284》. Angus McBride (illust). Osprey Publishing. ISBN 1-84176-601-1.